# ۱۸۰ (میلادی)
۱۸۰ (میلادی) صد و هشتادمین سال تقویم میلادی است.

## درگذشتگان
‎